# Pop (Regno Unito e Irlanda)
Pop è un'emittente televisiva britannica e irlandese, edita da Narrative Capital e rivolta principalmente a un target di bambini di età compresa tra gli 8 e i 10 anni.

## Storia
Il canale è stato lanciato il 1º ottobre 2002, da CSC Media Group, con il nome di Toons and Tunes, che ha mantenuto fino al 29 maggio 2003, quando è stato rinominato POP
Il canale si è inizialmente focalizzato principalmente sui video musicali fino al 2004, quando i cartoni animati sono diventati più importanti sul canale. I video musicali inizialmente sono stati mantenuti sul canale, ma sono stati abbandonati completamente nel 2006. Sono stati successivamente riattivati all'inizio del 2007, ma solo per 60 minuti, nello slot chiamato Pop Party.

## Palinsesto
- 44 gatti
- Alvinnn!!! e i Chipmunks[2]
- Barbie Dreamhouse Adventures[3]
- Grizzy e i Lemming[4]
- Hanazuki: Full of Treasures[5]
- Littlest Pet Shop[6]
- Mega Man: Fully Charged[7]
- Miraculous - Le storie di Ladybug e Chat Noir[8]
- Pokémon[9]
- Polly Pocket[10]
- Sonic Boom[11]
- Le Superchicche
- Talking Tom and Friends[12]
- Trollhunters[13]
- Trolls - La festa continua![14]
- Zak Storm[15]

## Versioni internazionali
Il 4 maggio 2017 Sony Pictures Entertainment Italia ha lanciato una versione italiana di Pop, per il canale 45 del digitale terrestre, con un palinsesto analogo alla versione originale britannica. L'emittente ha chiuso l'11 luglio 2019, insieme al canale gemello Cine Sony, venendo rimpiazzata da Boing Plus.
La versione pakistana di Pop è invece nata il 3 giugno 2018 ed è di proprietà di Edutainment (Pty.) Ltd.

## Loghi
| 1 ottobre 2002 - 29 giugno 2003 | 29 giugno 2003 - ottobre 2006 | ottobre 2006 - settembre 2008 | settembre 2008 - ottobre 2010 | ottobre 2010 - 2015 | 2015 - in uso |
| ------------------------------- | ----------------------------- | ----------------------------- | ----------------------------- | ------------------- | ------------- |